# Вејланд (Мичиген)
Вејланд (енгл. Wayland) град је у америчкој савезној држави Мичиген. По попису становништва из 2010. у њему је живело 4.079 становника.

## Демографија
Према попису становништва из 2010. у граду је живело 4.079 становника, што је 140 (3,6%) становника више него 2000. године.
| Група             | 2000.         | 2010.         |
| Белци             | 3.763 (95,5%) | 3.782 (92,7%) |
| Афроамериканци    | 25 (0,6%)     | 12 (0,3%)     |
| Азијати           | 6 (0,2%)      | 14 (0,3%)     |
| Хиспаноамериканци | 82 (2,1%)     | 160 (3,9%)    |
| Укупно            | 3.939         | 4.079         |